# Nothobranchius furzeri
Nothobranchius furzeri, ou killifish turquesa, é uma espécie de peixe nativa da África, encontrada somente no Zimbabwe e em Moçambique. Esse peixe anual habita poças efêmeras em áreas semi-áridas com chuvas raras e erráticas, sendo adaptado às secas constantes com ovos resistentes à dessecação capazes de permanecer dormentes na lama por 1 ano ou mais.  Devido à duração curta da época de chuvas, o ciclo de vida desses animais ( incluindo em cativeiro) é de apenas alguns meses, tornando-os modelos interessantes para pesquisas sobre envelhecimento. 21̤%do genoma dessa espécie é composto por repetições em tandem, uma proporção elevada que, sugere-se, pode ser um fator que contribua par ao envelhecimento rápido Essa espécie pode alcançar até 6.5 cm de comprimento.
O nome dessa espécie é derivado de seu descobridor,  Richard E. Furzer da Rodésia.